# Frontschwein
Das Frontschwein ist ein Wort aus der Soldatensprache und eine belustigend-ironische, aber anders als der Gegenbegriff ‚Etappensau‘ kaum abwertende Bezeichnung für einen an der Front kämpfenden Soldaten. Gebräuchlich war der Begriff während der beiden Weltkriege. Er war auch als eine Art Ehrbezeugung für altgediente Soldaten im direkten Fronteinsatz gebräuchlich.

## Ähnliche Begriffe
- Etappensau (Antonym)